# Туристичка организација општине Пале
| Туристичка организација општине Пале |                                        |
|                                      |                                        |
| Оснивач:                             | Општина Пале                           |
| Основано:                            | 2019.                                  |
| Седиште:                             | Улица 4. јуни, · Пале Република Српска |
| Веб презентација                     | https://toopale.com/                   |
| Контакт:                             | +387 57 230 919                        |

Туристичка организација општине Пале основана је 2019. године ради обављања послова промоције, подстицања и развијања постојећег и новог туристичког производа, те развијања свести о значају туризма.
Захваљујући својим природним карактеристикама и смештајним капацитетима општина Пале има огроман туристички потенцијал чије подстицање има позитивне ефекте на целокупан привредни и друштвени систем, те позитивне ефекте на екологију и заштиту животне средине.

## Мисија
Главна мисија туристичке организације је побољшање општих услова боравка туриста, те пружање информација туристима на подручју општине Пале и активан рад на подизању квалитета туристичких и других комплементарних услуга осмишљавајући целовиту туристичку понуду.

## Делатност
Делатност Туристичке организације заснива се на начелу остваривања јавног интереса у области туризма, чији је основни циљ промоција туристичких потенцијала општине Пале, кроз:
- промоција изворних вредности општине као што су традиција, обичаји, етнолошко благо,
- подстицање и организовање активности усмерених на заштиту и одржавање културно-историјских споменика и других материјалних добара од интереса за туризам и њихово укључивање у туристичку понуду.
- стварање претпоставки за валоризацију туристичких ресурса Пала,
- сарадња и координација са привредним субјектима који обављају туристичку делатност и остале делатности које су директно или индиректно повезане са туризмом,
- заједничко договарање и спровођења политике развоја туризма и његове промоције у оквиру стратегије развоја општине Пале.
- промоција и организовање културних, уметничких, спортских и других манифестација које доприносе развоју туристичке понуде Пала.
- сарадња са удружењима и невладиним организацијама из области туризма, као и са другим туристичким организацијама из Републике Српске и БиХ.

## Услуге
Kако би имала што бољи увид у резултате свог рада Туристичка организација:
- обрађује статистичке податке о броју и структури туриста на подручју општине Пале,
- спроводи анкете и друге видове истраживања у циљу утврђивања оцене квалитета туристичке понуде на територији општине,
- прикупља и обрађује податке за потребе информисања туриста због чега, у смислу туристичких делатности, представља и својеврстан информативни центар.